# Dominika Sztandera
Dominika Sztandera (Dzierżoniów, 19 gennaio 1997) è una nuotatrice polacca, specializzata nella rana.

## Biografia
Nel 2019 sale sul gradino più alto del podio nella staffetta 4x50 metri misti agli europei in vasca corta di Glasgow.
Nel 2024 prende parte agli europei di Belgrado, dove conquista due medaglie d'oro, nei 50 metri rana e nella staffetta 4x100 metri misti.

## Palmarès
- Europei

Belgrado 2024: oro nei 50m rana e nella 4x100m misti.
- Europei in vasca corta

Glasgow 2019: bronzo nella 4x50m misti.
Kazan' 2021: bronzo nella 4x50m sl.
- Universiadi

Chengdu 2023: argento nei 50m rana, nella 4x100m misti e nella 4x100m misti mista, bronzo nei 100m rana.